# Brooke Burke
Brooke Lisa Burke (Hartford, 8 september 1971) is een Amerikaanse televisie- en fitnesspersoonlijkheid, model, auteur, actrice en zakenvrouw. Ze is vooral bekend als presentatrice van het reisprogramma Wild On! en als winnares en later co-presentatrice van het dansprogramma Dancing with the Stars.

## Biografie
Burke werd geboren op 8 september 1971 in Hartford (Connecticut) als dochter van Donna en George Burke. Ze groeide op in Tucson (Arizona) en ging er naar de Palo Verde High School, waar ze in 1989 tot homecoming-koningin werd gekroond. Later studeerde ze omroepjournalistiek aan de UCLA.
Haar eerste huwelijk uit 2001 met plastisch chirurg Garth Fisher eindigde met een scheiding in 2006. Het paar kreeg twee dochters. In 2011 trouwde Burke met acteur David Charvet, met wie ze een relatie had sinds 2006. Ze kondigde aan dat ze de achternaam van haar man zou aannemen en bekend zou staan als Brooke Burke-Charvet. Samen hebben ze een dochter en een zoon. Na zeven jaar huwelijk kondigde het stel in april 2018 aan dat ze gingen scheiden. De scheiding werd in maart 2020 afgerond.
In 2012 werd bij Burke schildklierkanker vastgesteld en onderging ze een operatie om haar schildklier te verwijderen.
Burke heeft sinds augustus 2019 een relatie met vastgoedmakelaar Scott Rigsby.

## Carrière

### Televisie
Nadat ze begin jaren 90 nationale bekendheid verwierf als lingeriemodel, werd Burke van 1999 tot 2002 gevraagd om het populaire reisprogramma Wild on! op E! te presenteren. Van 2005 tot 2006 presenteerde ze de talentenjacht Rock Star op CBS. In 2010 presenteerde ze She's Got the Look op TV Land, een modellenwedstrijd voor dames boven de 35. In 2011, 2012, 2013 en 2016 was ze co-presentatrice van de Miss America-verkiezing. Van 2016 tot 2018 presenteerde en coproduceerde ze Hidden Heroes, een verborgen camerashow die speciaal op tieners gericht is. Sinds 2023 vervangt ze Alyson Hannigan als presentatrice van Penn & Teller: Fool Us.
In november 2008 won Burke samen met haar professionele danspartner Derek Hough het zevende seizoen van Dancing with the Stars. In 2010 werd ze co-presentatrice van het programma, wat ze zeven seizoenen zou blijven doen.
Naast haar presentatiewerk had ze ook enkele kleine acteerrollen in televisieseries zoals Monk, The War at Home en Melissa & Joey.

### Andere activiteiten
Burke heeft op de voorpagina gestaan van veel fitness-, mode- en lifestyletijdschriften. Ze is ook verschenen in talloze mannenbladen zoals Maxim, Playboy en FHM'.
Ze stond model voor het personage van "Rachel Teller" in het computerspel Need for Speed: Underground 2 van Electronic Arts uit 2004.
In 2012 bracht Burke een aantal dvd's op de markt met fitness workouts. In 2017 bracht ze een fitness lifestyle-app uit.
Sinds januari 2020 is Burke co-presentatrice van een podcast met de titel Intimate Knowledge, samen met voormalig The Real Housewives of Orange County-ster Meghan King Edmonds en Lila Darville.